# 1105
1105(천백오)는 1104보다 크고 1106보다 작은 자연수다.

## 수학
- 합성수로, 그 약수는 1, 5, 13, 17, 65, 85, 221, 1105다. 진약수의 합은 407이므로, 1105는 부족수다.
- 157번째 쐐기수다. 앞의 쐐기수는 1102, 다음 쐐기수는 1106이다.
  - 51번째 홀수 쐐기수다. 앞의 홀수 쐐기수는 1095, 다음은 1113이다.
- 17번째 십각수다. 앞의 십각수는 976, 다음은 1242이다.
- 13번째 십육각수다. 앞의 십육각수는 936, 다음은 1288이다.
- 2번째 카마이클 수이자, 가장 작은 네 자리 카마이클 수다. 앞의 카마이클 수는 561, 다음은 1729다.
- {\displaystyle 1105=23^{2}+24^{2}}
  - 24번째 중심있는 사각수로, 연속하는 두 자연수의 제곱합으로 나타낼 수 있다. 앞의 중심있는 사각수는 1013, 다음은 1201이다.
- 피타고라스 삼조의 빗변의 길이이다.
  - {\displaystyle 47^{2}+1104^{2}=1105^{2}}[a]
  - {\displaystyle 264^{2}+1073^{2}=1105^{2}}[b]
  - {\displaystyle 576^{2}+943^{2}=1105^{2}}[c]
  - {\displaystyle 744^{2}+817^{2}=1105^{2}}[d]
- {\displaystyle 1105=2^{10}+3^{4}}
- {\displaystyle 18^{4}-1}은 1105로 나누어떨어진다.

## 과학·기술
- NGC 1105: 고래자리 방향에 있는 렌즈형은하
- 1105 프라가리아(영어판): 소행성.
- 유니박 1105(영어판): 유니박 1103A의 후속 컴퓨터.

## 군사
- U-1105(영어판): 제2차 세계 대전에 사용된 나치 독일의 군용 잠수함.

## 문화유산
- 대한민국의 보물 제1105호: 수륙무차평등재의촬요

## 기타
- 날짜: 11월 5일
- 연도: 1105년, 기원전 1105년

## 같이 보기
- 1000